# Frantic Amber
Frantic Amber é um grupo de death metal melódico sueco nativo de Estocolmo, fundada em 2008 por Mary Säfstrand. O grupo afirma-se multicultural, com a presença de membros suecos, dinamarqueses, japoneses e colombianas.

## História
O grupo foi formado em 2008 por Mary Säfstrand, como um projeto entre amigos na ideia de um grupo só de mulheres com mais presença e violência do que muitas all-girls-bands . Entre 2008 e 2009, o grupo acaba mudando de membros e estilo musical. Elizabeth Andrews se torna a nova vocalista no início de 2009. No final de 2009, Frantic Amber começa a ganhar notoriedade na cena sueca e contrata Sandra (baixo), Emlee (bateria) e Mio Jäger (guitarra) como novos membros da banda. 
Em 2010, a banda sueca perdeu a alcunha de all-girls-band com a chegada de Erik Röjås na bateria. Em setembro de mesmo ano, o grupo lançou o vídeo da música Wrath of Judgement. No mês de abril de 2012, a banda começou a trabalhar em seu primeiro álbum, após o lançamento do single Bleeding Sanity . Já em dezembro, o grupo publica o clipe de sua música Ghost  .Nesse mesmo ano, o grupo tornou-se conhecido no cenário escandinavo graças à Serviges Radio P3, vencendo a final sueca de competição de música internacional, Wacken Metal Battle. A formação da banda é fixada em 2014 com Madeleine Gullberg Husberg (baixo) e Mac Dalmanner (bateria). 
Em março de 2015, Frantic Amber anunciou um novo álbum intitulado Burning Insight lançado no mês seguinte pelo selo FA / Bertus . O primeiro single, Soar, foi lançado oficialmente no Spotify . Burning Insight é saudado de forma mista pela imprensa especializada . 
Em agosto de 2019, a banda sueca lançou o seu segundo álbum chamado de Bellatrix em formato digital, vinil e CD.
Em abril de 2022, a banda concede uma entrevista - após o lançamento e repercussão do single Angelmaker - comentando que o próximo álbum abordaria mulheres serial killers.

## Estilo musical
Frantic Amber define seu próprio estilo como death metal melódico, um metal intenso com riffs pesados, melodias muito marcantes e vocal gutural. Suas canções são fortemente marcadas por esse contraste entre melodias e passagens muito mais pesadas, todas banhadas em uma atmosfera soturna.

## Membros
- Elizabeth Andrews - vocalista (desde 2010)
- Mio Jäger - guitarrista (desde 2010)
- Madeleine Gullberg Husberg - baixista (desde 2014)
- Mac Dalmanner - baterista (desde 2014) [14]
- Milla Olsson - guitarrista (desde 2018)
- Isabelle Romhagen - guitarrista (desde 2020)

Ex-membros
- Mikaela - baixo
- Mary Säfstrand - guitarrista
- Amanda - guitarra
- Jennah - bateria
- Emilia - vocal
- Lolita - baixo
- Sandra Stensen - baixo
- Lea - bateria
- Emlee Johansson - bateria
- Erik Röjås - bateria

## Discografia
Álbuns de estúdio
- 2015 - Burning Insight
- 2019 - Bellatrix

EP's e Compilações
- 2010 - Wrath of Judgment (EP)
- 2012 - Bleeding Sanity (single)
- 2012 - Ghost (single)
- 2012 - Burning Insight (single)
- 2019 - Scorched Earth (single)
- 2019 - Joshitai (single)
- 2021 - Angelmaker (single)
- 2022 - Bloodbath (single)
- 2023 - Black Widow (single)

Music Videos
- 2010 : Wrath of Judgement
- 2012 : Bleeding Sanity
- 2012 : Ghost
- 2014 : Burning Insight
- 2015 : Soar
- 2016: Gráinne Mhaol
- 2019: Joshitai
- 2021: Angelmaker
- 2022: Bloodbath
- 2023: Black Widow